# Nomada margelanica
Nomada margelanica là một loài Hymenoptera trong họ Apidae. Loài này được Schwarz mô tả khoa học năm 1987.